# Johann Georg Zierenberg
 Johann Georg Zierenberg  (* 2. August 1693 in Bremen; † 15. Dezember 1736 in Bremen) war ein Stadtvogt im Herzogtum Bremen.

## Biografie
Zierenberg war der Sohn des herzoglichen Bremer Stadtvogtes Johann Friedrich Zierenberg (1648–1716). Er besuchte seit 1700 die Domschule vom Bremer Dom sowie seit 1710 das Athenaeum und das Alte Gymnasium. Danach reiste er unter anderem nach Leipzig. 1716 wurde er der Nachfolger seines Vaters als Stadtvogt im Herzogtum Bremen. 1718 bereiste er die Niederlande. Als das Kurfürstentum Braunschweig-Lüneburg ab 1718 das Herzogtum Bremen von Schweden übernahm, behielt er sein Amt. 1723 verteidigte er in einer Denkschrift die Zuständigkeiten der Stadtvogtei. 
Er heiratete die Tochter des Dompredigers Johann Diedrich Lappenberg.